# Златопільська волость
Златопільська волость — адміністративно-територіальна одиниця Чигиринського повіту Київської губернії з центром у містечку Златопіль.
Станом на 1886 рік складалася з 4 поселень, 6 сільських громад. Населення — 14385 осіб (7065 чоловічої статі та 7320 — жіночої), 876 дворових господарства.
|                     | Площа, десятин | У тому числі орної, десятин |
| ------------------- | -------------- | --------------------------- |
| Сільських громад    | 2874           | 2209                        |
| Приватної власності | 4125           | 2432                        |
| Іншої власності     | 123            | 106                         |
| Загалом             | 7122           | 4747                        |

Поселення волості:
- Златопіль (Гуляйпіль) — колишнє власницьке містечко при річці Турія за 90 верст від повітового міста, 684 особи, 86 дворів, 2 православні церкви, костел, синагога, 2 єврейських молитовних будинки, 2 прогімназії: чоловіча з домовою церквою та жіноча, лікарня, богодільня, 8 постоялих дворів, 11 постоялих будинків, 125 лавок, базари, 6 кузень, паровий, водяний, 5 вітряних і 6 кінських млинів, 3 ярмарки на рік: троїцький, 16 серпня та 12 листопада.
- Листопадове — колишнє власницьке село при річці Турія, 701 особа, 180 дворів, православна церква, школа, 2 постоялих будинки, вітряний млин.
- Турія — колишнє власницьке село, 1918 осіб, 429 дворів, 2 православні церкви, школа, 2 постоялих будинки, лавка, водяний і 2 вітряний млин, винокурний завод.

Старшинами волості були:
- 1909—1910 роках — Всеволод Трохимович Швець[2],[3];
- 1912 року — Іпатій Олександрович Ставянко[4];
- 1913 роках — Арсен Васильович Бараненко[5];
- 1915 року — Григорій Кузьмич Нестеренко[6].